# Gai Servili Casca
|  | Per a altres significats, vegeu «Gai Servili Casca (tribú)». |

Gai Servili Casca (en llatí Caius Servilius Casca) va ser un polític romà. Formava part de la gens Servília, de la branca dels Casca, d'origen plebeu.
Era germà del tribú de la plebs Publius Servilius Casca i era amic personal de Juli Cèsar, però va ser un dels conspiradors que el van matar.